# Hans Klohß
Hans Klohß, auch Klohss (* 10. Juni 1879 in Döbling bei Wien; † 15. Februar 1954 in Potsdam), war ein österreichisch-deutscher Landschafts- und Architekturmaler.

## Leben und Werk

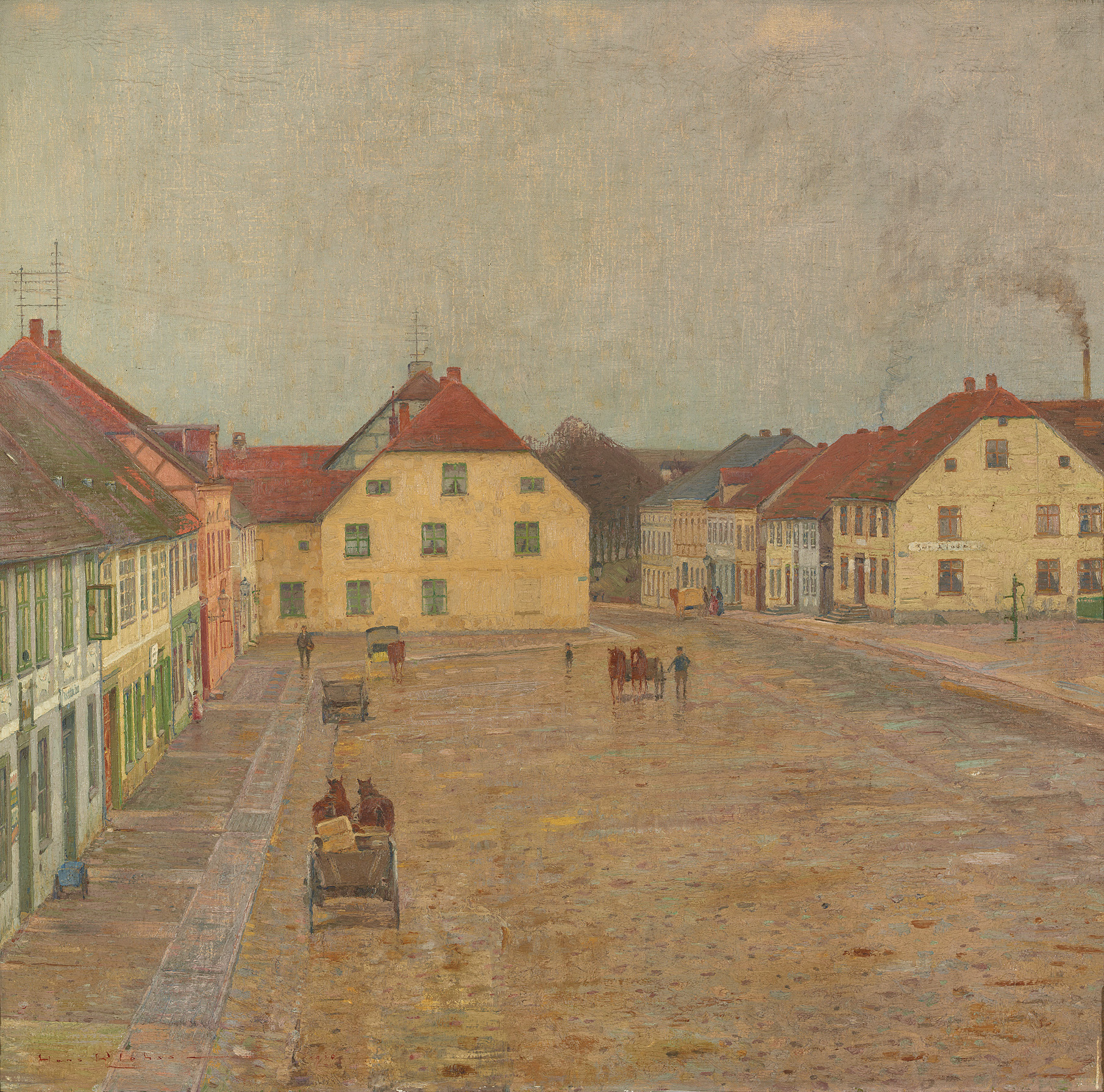
Kleinstadtmarktplatz (Stargard in Mecklenburg, 1910).

Klohß wurde in einem Wiener Vorort als Sohn eines Kaufmanns aus Anhalt geboren. Er besuchte in Berlin das Sophiengymnasium. Gegen den Widerstand seiner Familie drängte es ihn von jungen Jahren an zur Malerei. 1897 wurde er an der Berliner Kunstakademie aufgenommen, wo er bei Eugen Bracht, Julius Ehrentraut und Paul Vorgang studierte.
Ab 1899 war er selbständig tätig und ließ sich immer wieder von der nordostdeutschen Landschaft inspirieren, so von 1901 bis 1903 von Glindow bei Werder. 1902/1903 war er ein Meisterschüler von Albert Hertel. 1905 kam er erstmals in das uckermärkische Fürstenwerder. Von 1909 bis 1912 wohnte er in Stargard in Mecklenburg, das er vermutlich durch Kurse Eugen Brachts kennengelernt hatte. In der Zeit von Oktober 1912 bis Juni 1913 wirkte Hans Klohß im mecklenburgischen Goldberg.
1905 heiratete er seine Frau Charlotte. 1906 wurde in Fürstenwerder der Sohn Heinrich geboren, kurz darauf die Tochter Johanna.
Ab 1914 lebte Klohß in Potsdam. Im benachbarten Berlin war er Mitgründer des Clubs Berliner Landschafter. Bekannt wurde er vor allem durch seine zahlreichen Stadt- und Landschaftsansichten von Potsdam und Umgebung, insbesondere auch der Zerstörungen im Jahre 1945 (zum Beispiel Aquarelle von der Garnisonkirche und vom Alten Markt mit dem zerstörten Palast Barberini). Einige Motive stammen auch von seinen Reisen nach Holland. Seinen Nachfahren zufolge arbeitete Klohß ab 1940 „aus materieller Not“ im Bauamt der Stadt und beeinflusste dort denkmalpflegerische Entscheidungen. Für diese Bemühungen erhielt er nach dem Krieg eine Ehrenrente.
In der Zeit des Nationalsozialismus war Klohß Mitglied der Reichskammer der bildenden Künste. Für diese Zeit ist seine Teilnahme an 18 Ausstellungen sicher belegt, darunter 1937 die Große Deutsche Kunstausstellung in München, wo er das Ölgemälde Stadtschloß und Garnisonskirche zeigte.
Im Jahre seines Todes 1954 fand eine Gedächtnisausstellung im Heimatmuseum Potsdam statt, das bis heute über 300 seiner Werke besitzt. Anlässlich seines Todes gelobte die Stadt Potsdam, „sein Andenken stets in Ehren zu halten und seine Werke als Kulturgut der Stadt Potsdam zu pflegen“. Da Klohß einem Freund aus seiner Fürstenwerder'schen Zeit zahlreiche Werke schenkte, sind über dessen Nachfahren auch über 40 seiner Werke an das dortige Heimatmuseum gelangt.

## Werke (Auswahl)
- Märkische Landschaft, 1904, Badischer Kunstverein Karlsruhe
- Kleinstadtmarktplatz (Stargard), 1910, Öl auf Leinwand, 75 × 77 cm, Nationalgalerie, Berlin[8]
- Die Garnisonskirche in Potsdam, 1926, Leinwand, 72 × 54 cm, Kunsthalle zu Kiel
- Stadtschloß und Garnisonskirche, Öl, 1937 auf der Großen Deutschen Kunstausstellung[6]
- Stadtschloß mit Lustgarten. (Zustand vor der Zerstörung), 1951, Pastell, 63 × 82 cm, Potsdam Museum[9]